# 吉野神社
吉野神社位於臺灣花蓮港廳底下吉野村的宮前部落（今花蓮縣吉安鄉慶豐村的新市場後方），是因為吉野村沒有讓日本移民奉祀的「御神靈」而興建的神社，主祀大國魂命、大己貴命、少彥名命、能久親王。現僅殘留其鎮座紀念碑。

## 沿革
吉野村為明治四十三年（1910年）開闢的日本移民村，由於剛開始時沒有神社，臺灣總督府遂在吉野村宮前部落取得一甲五分的地來興建神社，滿足居民的宗教信仰需求。神社於明治四十五年（1912年）1月開始動工，於5月30日落成，分靈自臺灣神社。同年6月8日，臺灣神社宮司清水廣忠前來擔任齋主（主祭），花蓮港廳廳長中田直溫擔任祭典長，舉行了鎮座式。

## 祭典

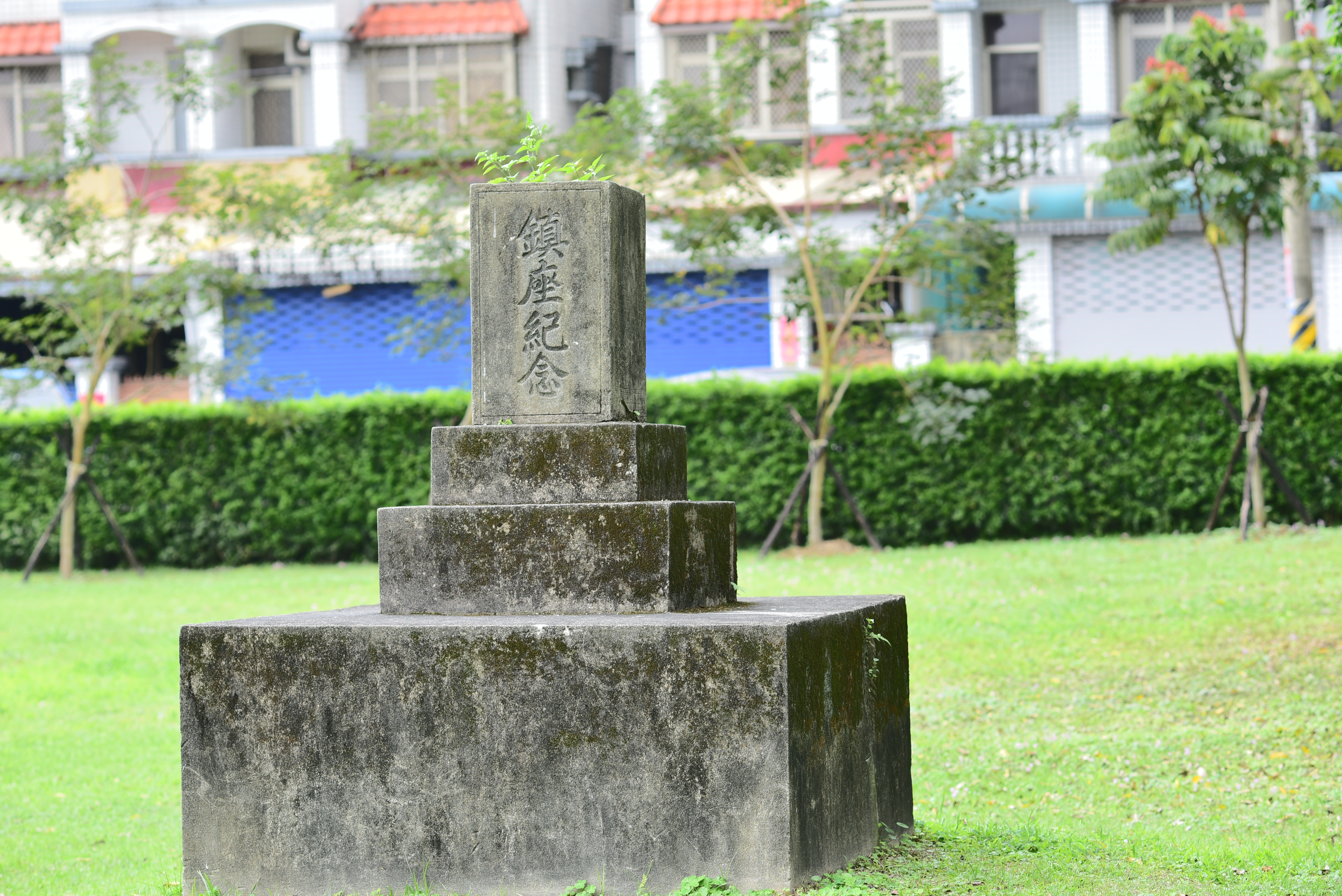
吉野神社鎮座紀念

吉野村建設較久，所以神社祭典亦比豐田、林田神社來得頻繁。
- 元始祭 : 1月1日
- 祈年祭 : 6月8日
- 大祓祭 : 6月30日、12月31日
- 除夜祭 : 12月31日
- 始政紀念祭
- 天長節
- 神嘗祭

吉野神社的例祭日原本定在6月8日，但後來因為正值農忙，且天氣炎熱令環境衛生堪憂，所以在大正十二年（1923年）時改為10月8日。

## 社掌
- 深澤勘作 : 昭和5年（1930年）至昭和14年（1939年）[3]
- 池上繁之 : 昭和15年（1940年）至昭和20年（1945年）